# جامعة باتنة 2 -مصطفى بن بولعيد
جامعة باتنة 2 (مصطفى بن بولعيد) هي جامعة جزائرية عمومية تقع في فسديس ولاية باتنة بالجزائر.

## التاريخ
تأسست عام 1977 تحت اسم جامعة باتنة وأُعيد هيكلتها في يوليو 2015 بموجب مرسوم رئاسي مما أدى إلى الانقسام إلى جامعتين منفصلتين وهما جامعة باتنة 1 وجامعة باتنة 2. في 4 فبراير 2017، سُمّيت الجامعة باسم البطل الوطني الجزائري مصطفى بن بولعيد. ، أصبحت الآن جامعة مصطفى بن بولعيد (UB2) واحدة من كبريات الجامعات في الجزائر وإفريقيا حيث يبلغ عدد طلابها المسجلين 33٬458 وأعضاء هيئة التدريس 1٬833. تضم الجامعة مكتب الإدارة العامة، ونيابات الجامعة، والكليات والمعاهد، ومكتبة مركزية.
لدى جامعة خمسة أحرام جامعية:حرم جامعي رئيس يقع في فسديس (151 هكتارًا) وأربعة حرم جامعي في وسط مدينة باتنة (19 هكتارًا).

## الحرم الجامعي الرئيس لفيسديس

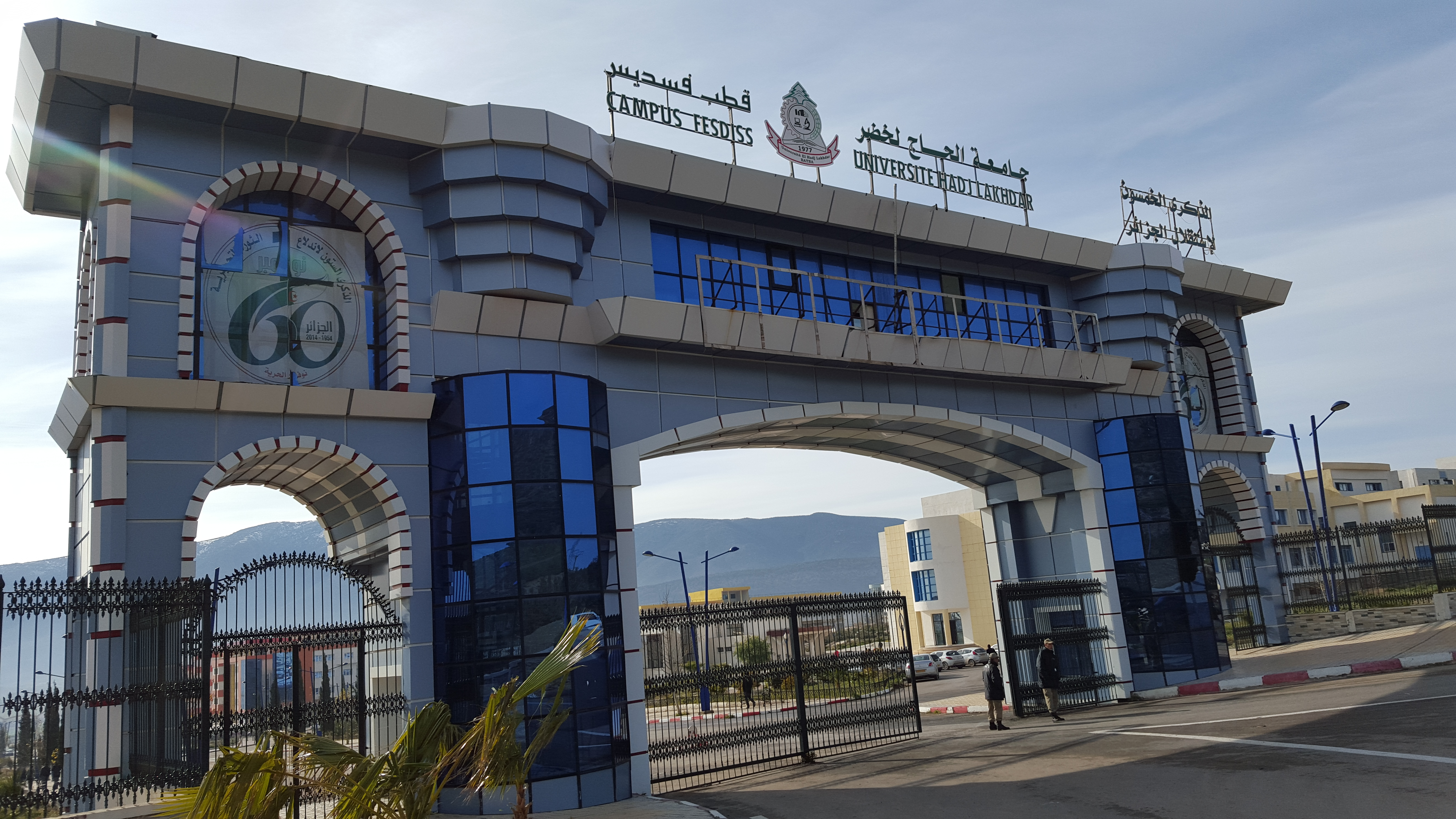
الحرم الجامعي الرئيس لفيسديس.

تبلغ المساحة الإجمالية للحرم الجامعي الرئيس لحرم الجامعة في فسديس 151 هكتارًا، منها 65 هكتارًا مبنية ومخصصة للأغراض الأكاديمية.

## مركز المؤتمرات

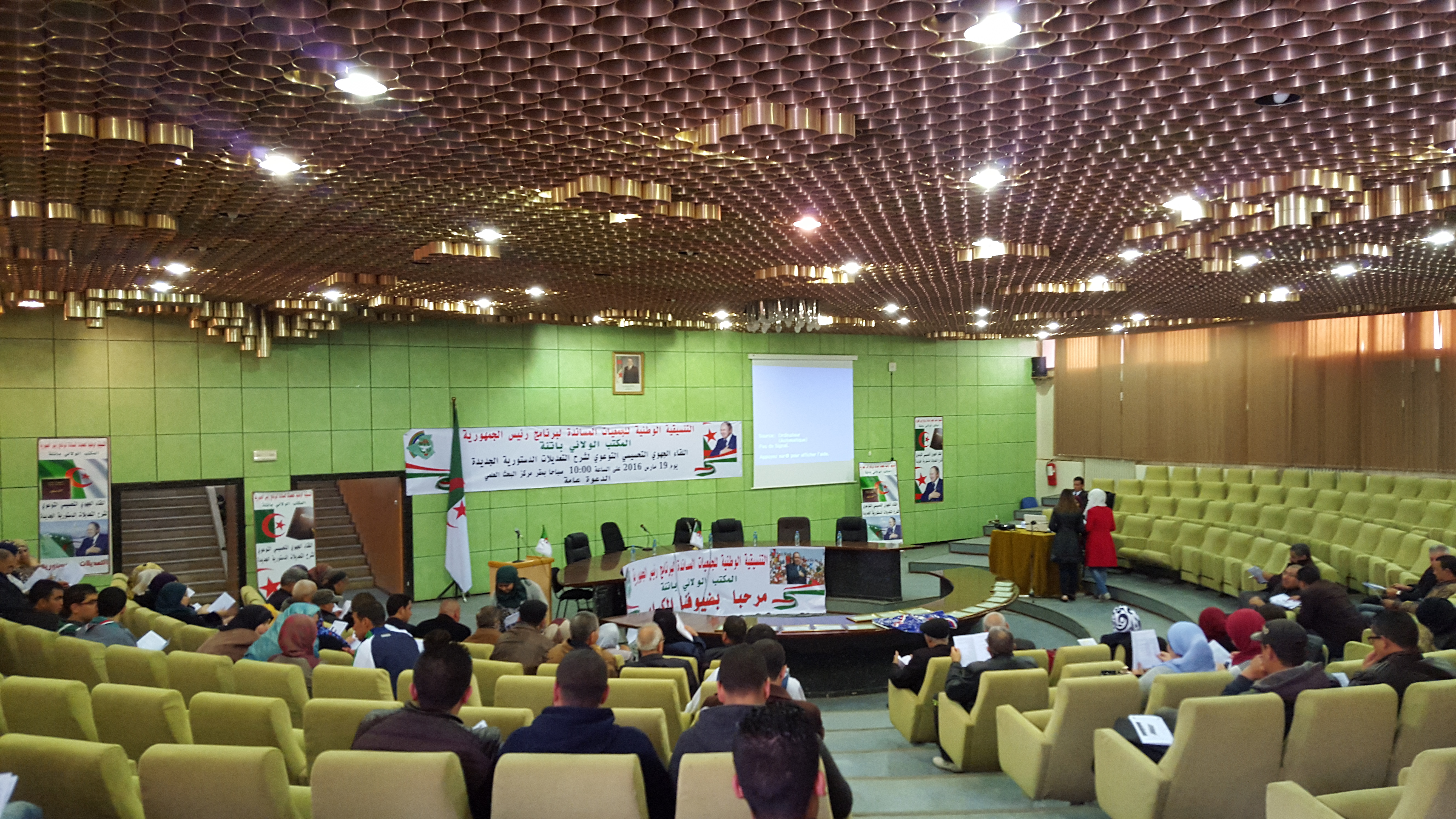
مركز المؤتمرات المحافظة سابقا.

ويسمى أيضا «المحافظة السابقة»، ويقع المبنى في قلب مدينة باتنة، بمساحة 3 000 م²، ويعتبر مركزا لمعظم الفعاليات في جامعة باتنة 2. يبعد الحرم الجامعي حوالي 100 متر من مبنى البلدية (دائرة باتنة) الواقع على طريق بسكرة إلى باتنة.

## الحرم الجامعي المركزي

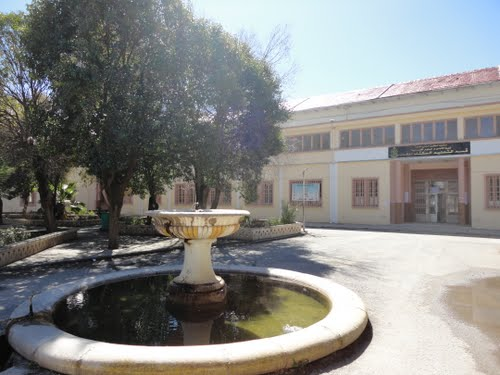
الحرم الجامعي المركزي: مركز عبروق مدني.

مركز «عبروق مدني» (AMC) هو حرم جامعي لطلاب ومعلمي التقانة. تبلغ مساحة سطح الحرم حوالي 8 000 م² . يقع هذا المبنى في 1 شارع الشهيد بوخلوف محمد الهادي في باتنة.

## الحرم الطبي

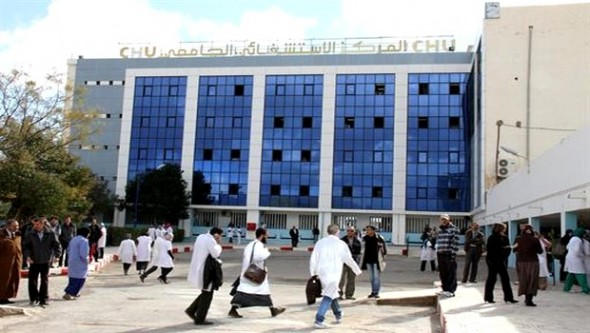
الحرم الطبي جامعة مصطفى بن بولعيد.

يعد مستشفى باتنة الجامعي المعروف أيضًا باسم المركز الاستشفائي الجامعي توهامي بنفليس أحد أكبر الحرم الجامعية في الجزائر بمساحة 5٬000 متر مربع. ويحتوي على 540 غرفة و9 خدمات طبية و6 خدمات جراحية وجناح رئيس للطوارئ. يتعلم طلاب الطب التخصصات التالية : الطب الباطني، طب الأطفال، أمراض القلب، أمراض الكلى، الغدد الصماء العصبية، الحروق، أمراض الدم، الجراحة العامة، جراحة الوجه والفكين، جراحة المسالك البولية، جراحة العظام، جراحة الأعصاب، طب العيون ؛ إلى جانب : الطب الشرعي، طب العمل، الأمراض الجلدية، طب الأعصاب، علم وظائف الأعضاء، أمراض الروماتيزم، أمراض الجهاز الهضمي، علم الأوبئة، جراحة الأسنان.

### حرم الصيدلة
تقع في حي 742 مسكن بمساحة إجمالية 3 000 م2

## الهندسة المعمارية
كان تصميم جامعة باتنة 2 للحرم الجامعي الرئيسي لجامعة Fesdis مستوحى من مدرسة شيكاغو. صُممت المباني على طراز معماري مكعب يعتمد على البناء الفولاذي والزجاج الصلب، مما أعطى الجامعة مظهرًا مستقبليًا.
بُني مركز المؤتمرات في سبعينيات القرن العشرين وكان تابعًا لحزب التحرير الوطني. بنى رجال أعمال جزائريين هذا المبنى خلال الحقبة الاشتراكية، ويتكون من مبنى مكون من طابقين وقاعة مجهزة بالكامل.
الحرم الجامعي المركزي هو مبنى قديم بناه الفرنسيون في القرن التاسع عشر. يتميز الحرم الجامعي المركزي بالطراز الاستعماري الفرنسي، وقد بُني في الأصل مستشفًا يخدم القوات العسكرية الفرنسية في الأوراس.
بُني الحرمين الجامعيين للطب والصيدلة في ثمانينيات القرن الماضي ورُمما في عام 2000 لتوسيع قدرة المبنى لطلبة الطب والصيدلة.

## الإقامة
توفر جامعة باتنة 2 سكنًا مجانيًا لأكثر من 3٬000 طالب من خلال 7 مبانٍ تقع في الحرم الجامعي الرئيسي لفسديس، وتمتد على مساحة 20 هكتارًا، بسعة 2٬000 و1٬000سرير.

## امطعم الجامعي
يحتوي جامعة باتنة 2 على 3 مطاعم و 3 مقاهي موزعة على النحو التالي : مطعمين ومقهى في الحرم الجامعي الرئيس لجامعة فيسديس ومطعم وكافتيريا في الحرم الجامعي المركزي. تُقدم جامعة باتنة 2 خدمة نهارية فقط مع تقديم أكثر من 6٬000 وجبة يوميًا.

## المواصلات
تُسير المكتب الوطني للأعمال الجامعية (ONOU) هذه الخدمة في جامعة باتنة 2. وتقدم بشكل أساسي خدمات النقل المجاني لجميع الطلاب عبر الحافلات التي يبلغ إجمالي أسطولها 140 مركبة مملوكة لشركات خاصة. هناك سبعون حافلة تخدم الخط الرئيس لحرم فيسديس وسبعون حافلة تخدم بقية الحرم الجامعي.

## الرياضة
يضم الحرم الجامعي الرئيس لفيسديس ملعبًا ومسبحًا نصف أولمبيًا، بالإضافة إلى 5 مرافق رياضية خارجية، وغرفة لياقة بدنية داخلية. وتبني جامعة باتنة 2 حاليًا منطقة ألعاب قوى أخرى وملعبين متوسطي الحجم لكرة القدم في الهواء الطلق. يسير معهد التربية البدنية والرياضة (PSEI) جميع هذه الهياكل . يقدم المعهد عديد التخصصات الرياضية مثل كرة القدم وكرة السلة والكرة الطائرة وكرة اليد وألعاب القوى والسباحة.

## التنظيم والإدارة
جامعة باتنة لديها إدارة الجامعة، ومكتب، ومكتب أمانة عامة، و4 مكاتب نيابة الجامعة، و5 كليات، و3 معاهد، ومكتبة مركزية.

### الكليات والمعاهد
- كلية الطب
- كلية التكنولوجيا
- كلية الرياضيات وعلوم الحاسوب
- كلية العلوم الطبيعية والحياتية
- كلية الآداب واللغات الأجنبية
- معهد التربية البدنية والرياضة
- معهد الصحة والسلامة
- معهد علوم الأرض والكون

## موظفي الجامعة
يبلغ عدد موظفي جامعة باتنة 2 1٬833 شخصًا مقسمين إلى 1٬220 مدرسًا و 613 موظفًا.

## برامج الدراسات العليا وما بعد الدكتوراه

### برنامج الدراسات العليا
درجة الماجستير في التكنولوجيا، وتحديدا الهندسة، والهندسة الكهربائية، والهندسة الميكانيكية والهندسة المدنية. ويعد التدريب المهني أيضًا جزءًا من هذا البرنامج. - عدد الطلبة المسجلين: (27,700) طالب وطالبة يدرسون للحصول على درجة البكالوريوس والماجستير.
دكتوراه أكاديمية في العلوم والهندسة والدكتوراه (دكتوراه د ). قام 1٬971 طالبًا بإجراء أبحاثهم بتوزيع المهام التالية : 1٬183 دكتوراه في العلوم، و350 دكتوراه في الفلسفة، و422 يستعدون للحصول على درجة الماجستير .

## المكتبة المركزية

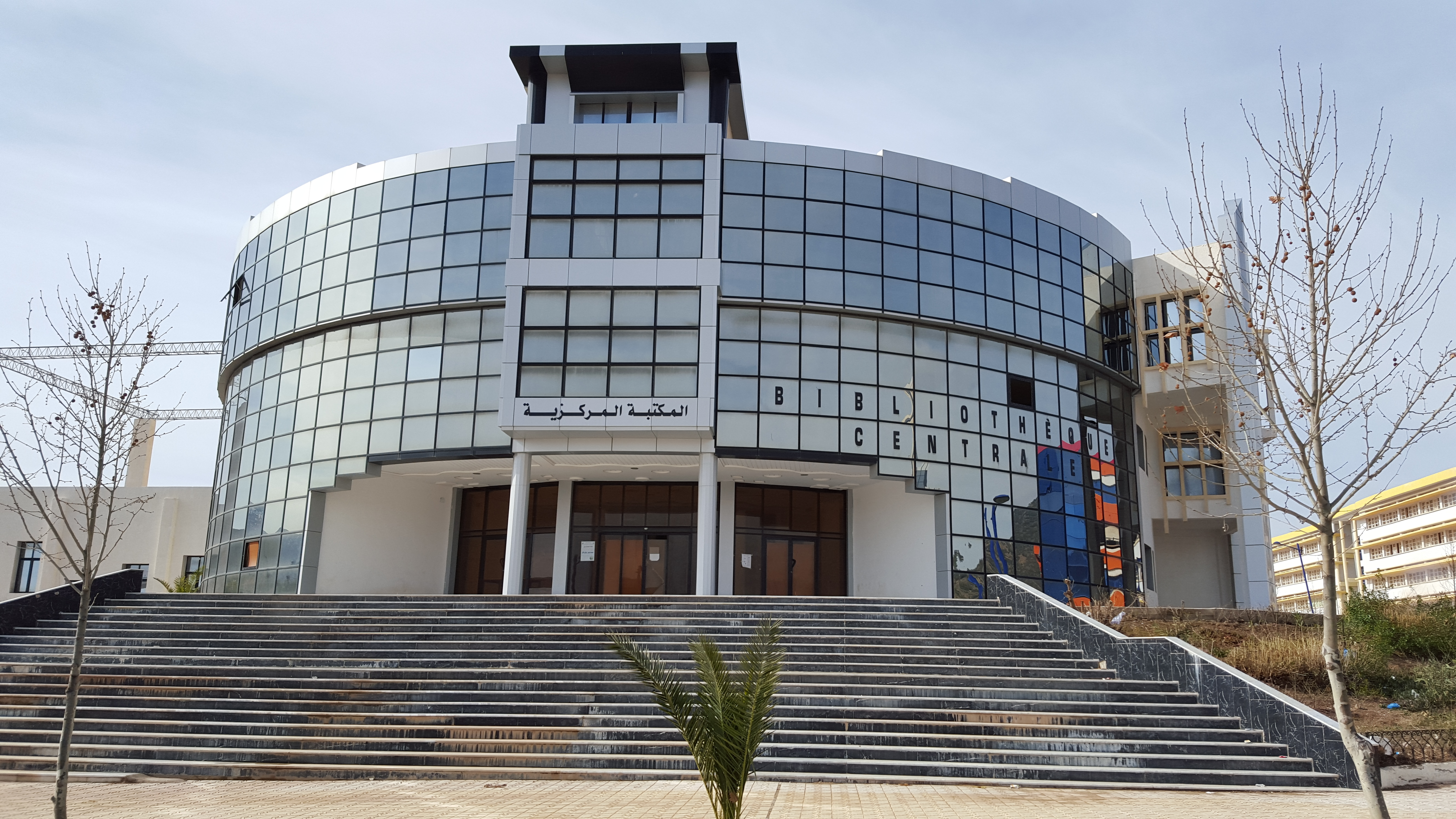
المكتبة المركزية جامعة باتنة 2 في الحرم الجامعي الرئيسي لـ Fesdis.

تحتوي جامعة جامعة باتنة 2 على مكتبة مركزية تقع في الحرم الجامعي الرئيسي لفسديس و8 مكتبات متخصصة لأعضاء هيئة التدريس والمعاهد.

## مختبرات الأبحاث
يوجد 15 مختبرًا بحثيًا في جامعة باتنة 2، بما في ذلك مختبر LaSTIC (مختبر أنظمة وتقنيات المعلومات والاتصالات) التابع لقسم علوم الكمبيوتر.

## روابط خارجية
الموقع الرسمي